# Taenaris intermedians
Taenaris intermedians är en fjärilsart som beskrevs av Gustaaf Hulstaert 1925. Taenaris intermedians ingår i släktet Taenaris och familjen praktfjärilar. Inga underarter finns listade i Catalogue of Life.